# Graafschap Fézensac
Fézensac, ook soms Fezensac geschreven, was een graafschap in het hertogdom Gascogne.
Het graafschap bestond van 801 tot 1140. Het huidig grondgebied is dat van het Franse departement Gers, met uitzondering van de huidige prefectuur Auch, bisschopsstad die aanvankelijk niet tot het graafschap behoorde. De hoofdplaats van het graafschap was overigens het dorp Vic-Fezensac.

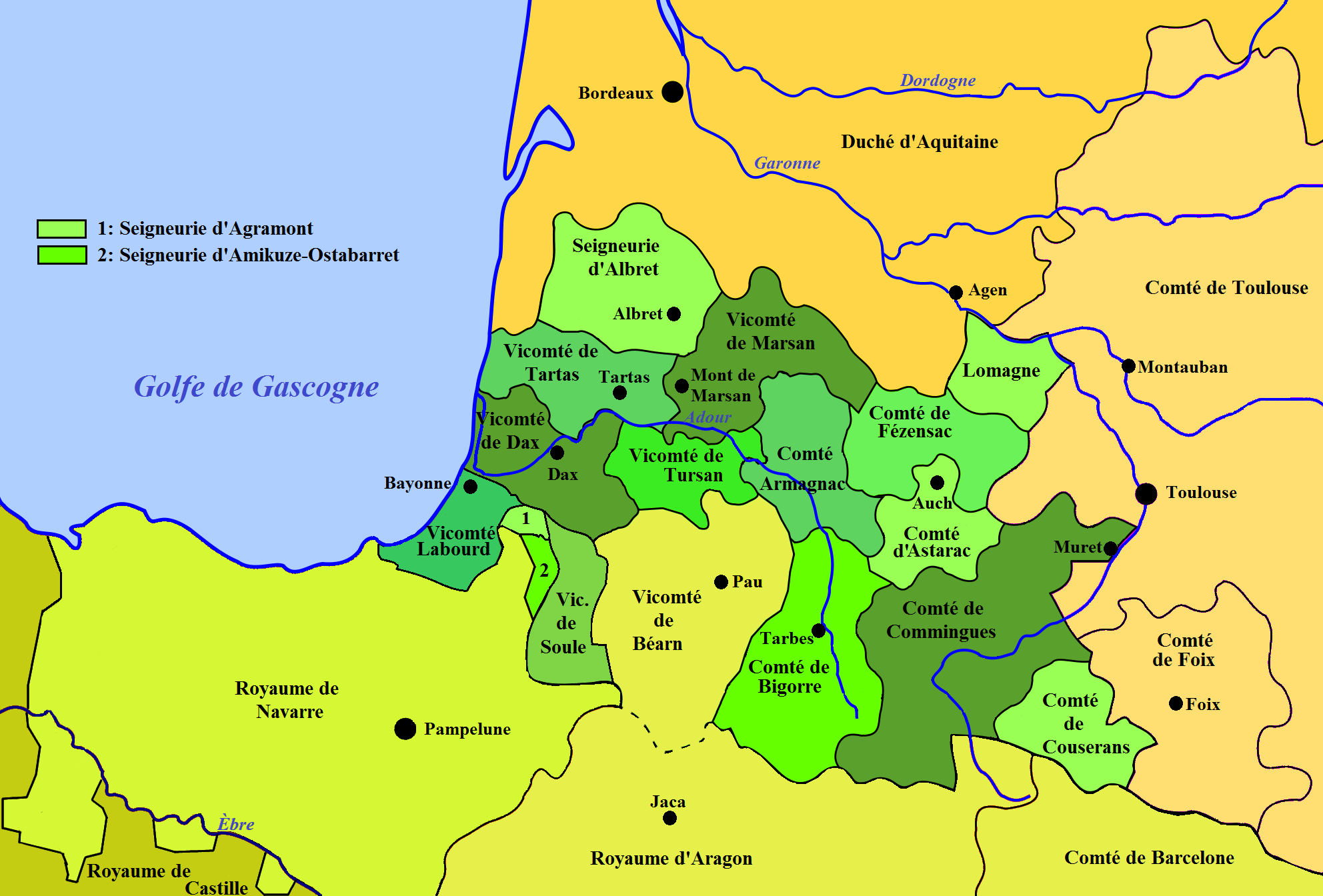
Het graafschap Fézensac binnen het grotere geheel van het hertogdom Gascogne

- In 801 creëert Karel de Grote het graafschap Fezensacl (Latijnse naam: pagus Fidentiacus) en verleent het aan Leuthard I, een afstammeling van de Parijse graaf Gerard I.
- Van 816 tot 960 was het graafschap in handen van de graven van Gascogne, die het graafschap deden overerven van vader op zoon. In 926 kreeg Guillaume Garcie het graafschap in apanage van zijn vader Garcia II van Gascogne, bijgenaamd de gebochelde. Vader Garcia bouwde zijn graafschap uit bij de ineenstorting van de Karolingische koning van Frankrijk Karel III de Dikke. Guillaume Garcie bestuurde meer dan 30 jaren zijn eigen graafschap Fézensac (926-960).
- In 926 verdeelde Guillaume Garcie zijn graafschap in twee delen voor zijn twee zonen[1]: het westelijk deel werd het graafschap Armagnac en het oostelijke deel het resterende graafschap Fézensac.
- Van 926 tot 1140 regeerde de dynastie in Fézensac gescheiden verder, tot de laatste gravin huwde met graaf Géraud III van Armagnac. De twee delen bleven sindsdan verenigd onder de Armagnacs en met de naam graafschap Armagnac.